# Рошкари (Вранча)
Рошкари (рум. Roșcari) насеље је у Румунији у округу Вранча у општини Думитрешти. Oпштина се налази на надморској висини од 458 m.

## Становништво
Према подацима из 2002. године у насељу је живело 168 становника, од којих су сви румунске националности.